# Terebellida
Ordre
Les Terebellida sont un ordre de vers annélides polychètes sédentaires. Les annélides sont des animaux protostomiens métamérisés vermiformes.

## Liste des familles
Selon World Register of Marine Species (25 novembre 2017) :
- sous-ordre Cirratuliformia
  - famille Acrocirridae Banse, 1969
  - famille Cirratulidae Carus, 1863
  - famille Fauveliopsidae Hartman, 1971
  - famille Flabelligeridae de Saint-Joseph, 1894
  - famille Sternaspidae Carus, 1863
- sous-ordre Terebellomorpha
  - famille Alvinellidae Desbruyères & Laubier, 1986
  - famille Ampharetidae Malmgren, 1866
  - famille Pectinariidae Quatrefages, 1866
  - famille Terebellidae Johnston, 1846
  - famille Trichobranchidae Malmgren, 1866

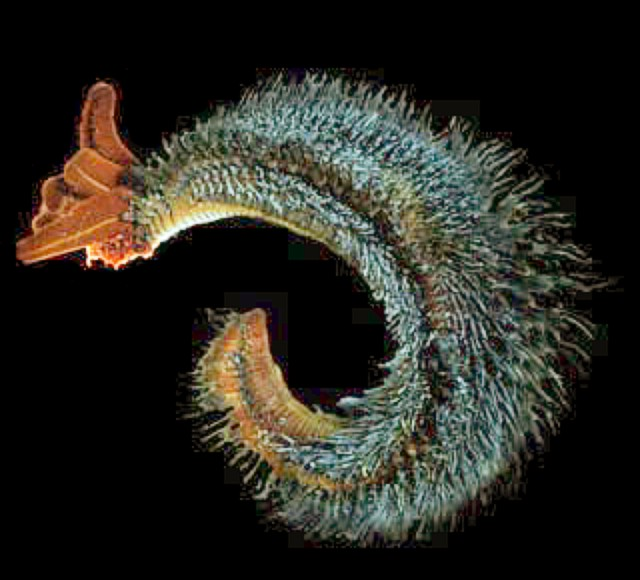
Alvinella pompejana, un Alvinellidae.
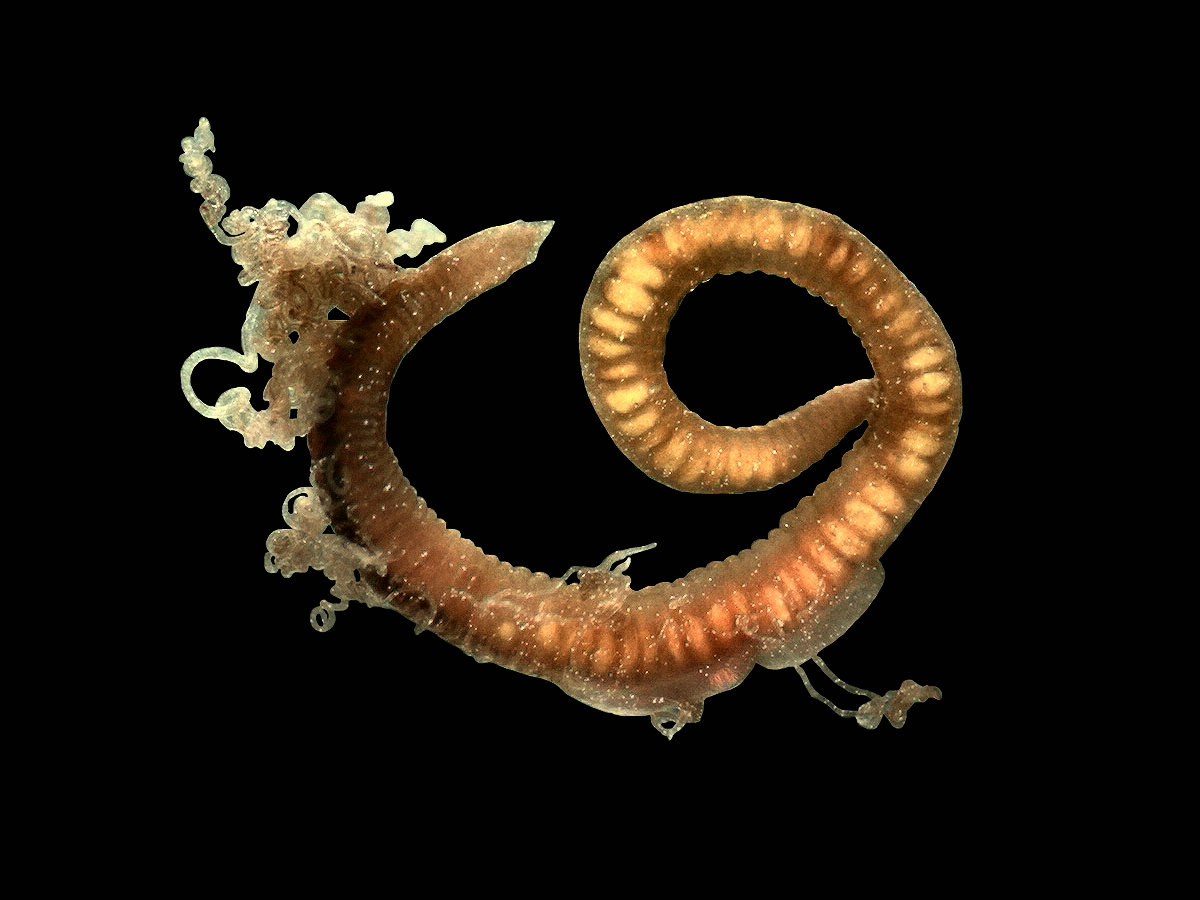
Cirratulus cirratus, un Cirratulidae.
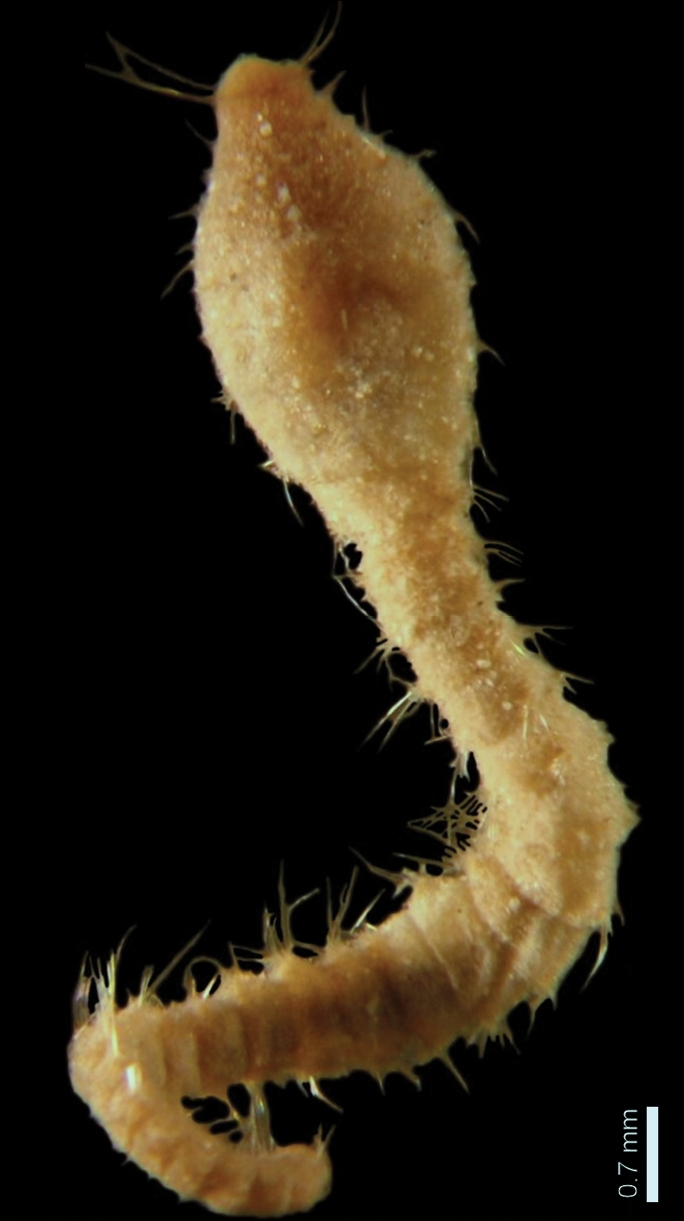
Diplocirrus incognitus, un Flabelligeridae.
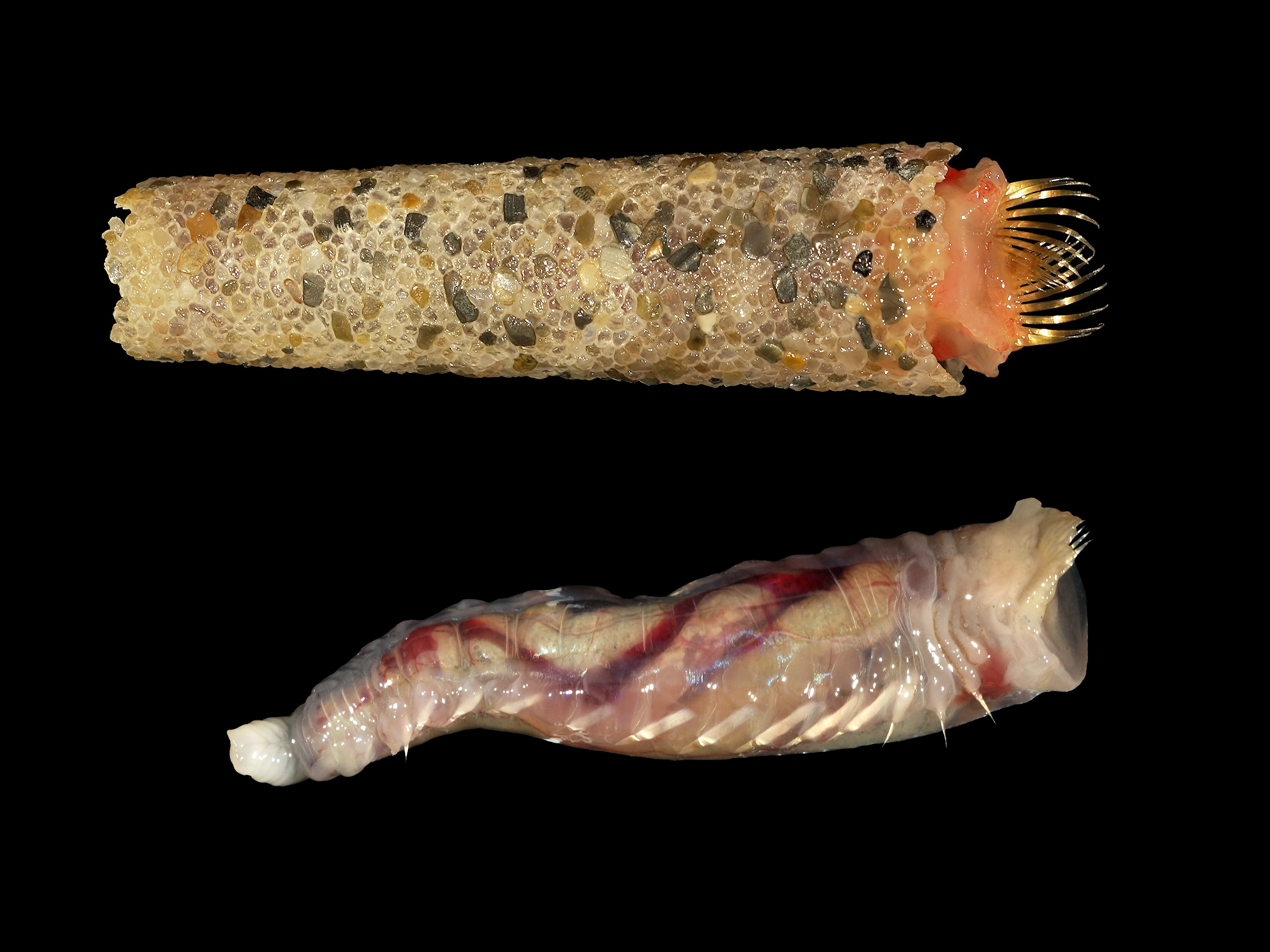
Lagis koreni, un Pectinariidae (avec et sans son tube).
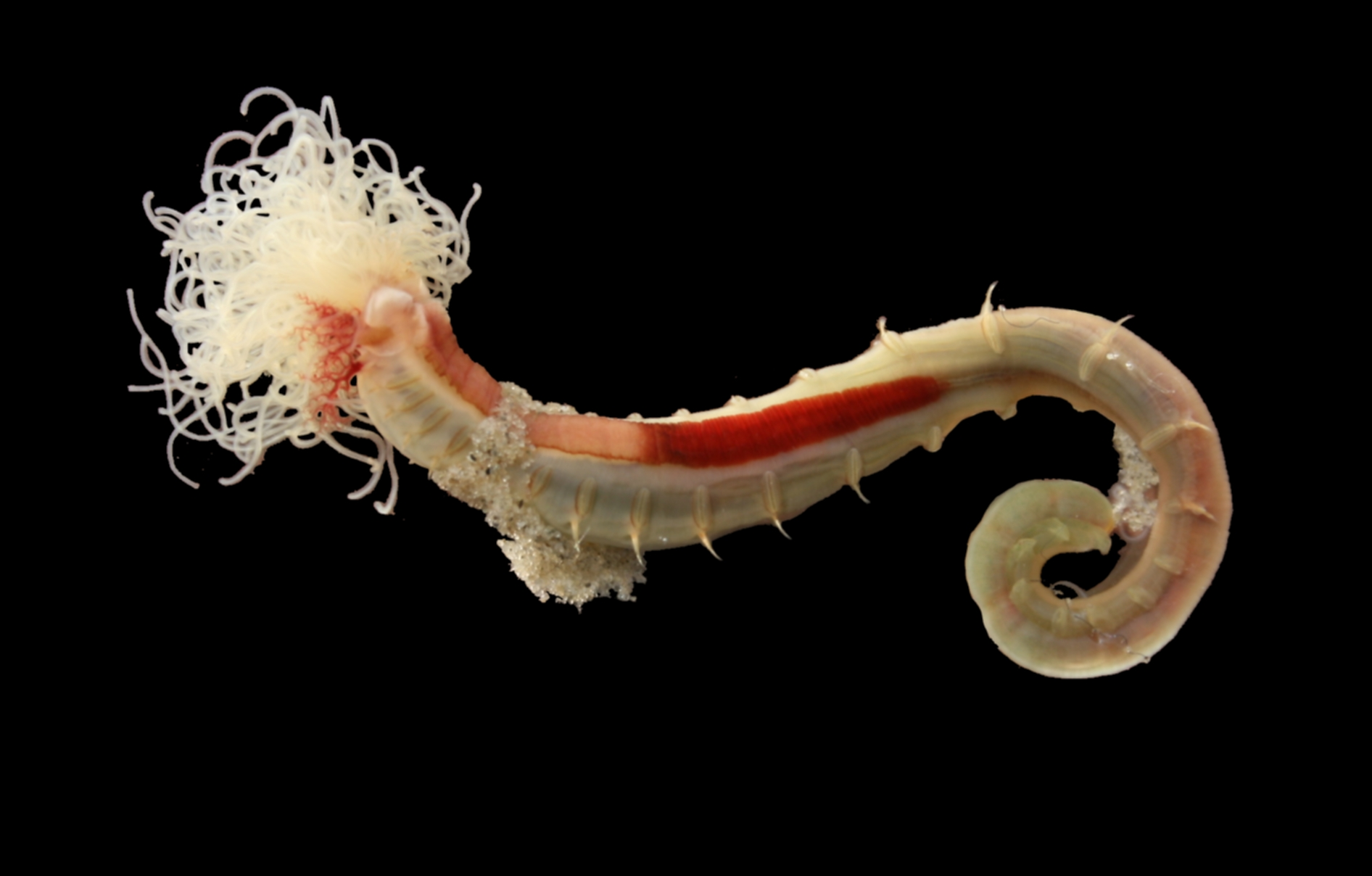
Lanice conchilega, un Terebellidae.